# 盛口村
盛口村（もりぐちむら）は1955年まで愛媛県越智郡にあった村である。
1955年（昭和30年）に南に隣接する瀬戸崎村との2村の合併により上浦村となり、自治体としては消滅した。1964年（昭和39年）上浦村は町制施行し上浦町となり、さらに平成の大合併で今治市と越智郡11か町村の合併により今治市となり、現在に至っている。

## 地理
瀬戸内海のほぼ中央、芸予諸島の一つの島である大三島の北東部。現在の今治市の北端、愛媛県としても最北端にあたる。西は二反山と三本榎の間のすそ野で鏡村や宮浦村に、南は多々羅岬を境に瀬戸崎村に接する。西に位置し、大三島で最も大きい町である宮浦とは島のほぼ中央の三村峠で行き来する。海上では、北は広島県側の大久野島をはさんで本州に、東は生口島、高根島に対する。このほか、小さいながら瓢箪島がある（県境に当たる）。
背後の300m級の山々の裾野が海岸近くにまで達する地形で平地は少ない。井之口本川の河口付近に平地が広がっているが、これは同川の扇状地のほか、一部は江戸時代に開かれたものである。
村名の由来
旧村の「盛」（さかり）と「井口」（いのくち）とから一字ずつ取った合成地名。
盛については、大三島の盛所、小早川隆景の臣三好助盛、あるいは平忠盛にちなむものなど、いくつかの説がある。上浦町では「平清盛の父である平忠盛が支配していたことから対岸は平忠盛の「忠」から一字取って「忠海」に、大三島側は「盛」をとって命名したものとされている」と平忠盛説を採っている。広島側（竹原市）でもほぼ同様である。
井口は戦国時代に当地を治めた生口氏にちなむものとされる。古くは、井ノ口、井之口とも書く。
川
井之口本川、竹下川
山
二反山（394m）、青刈山（346m）　隣村との境をなす。
島
瓢箪島（広島県との県境に当たる無人島）、四十島（大久野島との間の小島、無人島）
岬
鳥取岬

## 社会

### 地域・集落
合併前の旧2か村の名をそのまま大字として継承した。合併し上浦村、上浦町になっても継承された。役場は大字井口に移った。
盛（さかり）、井口（いのくち）
なお、現在、今治市になってからの地名表記は「上浦町」に旧の大字を続ける。大字は省く。
例 今治市上浦町井口

### 人口
- 大正4年（1815年）　905戸、5257人
- 昭和28年（1953年）　1090戸、4960人[3]

### 行政
役場は大字井口においた。

### 学校
- 盛小学校　→統合を経て現在の上浦小学校
- 井口小学校　　同
- 盛口中学校　→統合を経て現在の大三島中学校

## 歴史
下記以外の歴史については大三島及び上浦町の記事を参照のこと。

### 略史
中世
- 平忠盛が当地を瀬戸内海一帯や山陽筋で跋扈していた海賊を討伐。「盛」の地名の起源（上記参照）。

近世
藩政期には松山藩領。
盛村は高橋家、井口村は近藤家が代々庄屋を務め、これは明治時代まで続いた。ただ、島では働き口が少ないため、波止浜の塩田や今治城下の酒造所への出稼ぎも行われていた。
- 1716年（正徳6年） - 盛村に疫病が流行、100名以上が亡くなる。
- 1724年（享保9年） - 干ばつ、高潮の被害。
- 1725年（享保10年） - ウンカの大発生による大飢饉。

井口の背後の山々は花崗岩質でもろく、降雨による土砂の流失がたびたびみられ、下流では農地の流失など被害をもたらしていた。一方、河口は遠浅海岸が広がっていたため、19世紀のなかば以降、数次にわたり新田開発が行なわれた。戸板浜、林ケ谷、好味浜などの村の南部である。
近代
- 1878年（明治11年） - 盛村に行道学校開設。明治20年盛簡易小学校、同25年盛尋常小学校となる。
- 1878年（明治11年） - 井口に成績小学校開設。明治20年井口簡易小学校と改称。
- 1902年（明治35年） - 土井兼四郎によりミカンが導入される。
- 1907年（明治40年） - 盛の村人の共同出資により汽船「御島丸」を建造。
- 1910年（明治43年）から盛村で耕地整理を実施、10年余の歳月と約11万円を費やした[3]。
- 1913年（大正2年） - 除虫菊、葉タバコ栽培が導入された。
- 1917年（大正6年） - 県道井口盛線開通[3]。
- 1937年（昭和12年） - 県道宮浦線開通[3]。
- 1939年（昭和14年） - 井口沿岸部の約70町歩が陸軍燃料廠用地として接収が始まり、1942年（昭和17年）燃料タンクが12基設置された[3][注釈 5]。

### 村の沿革
- 1889年（明治22年） 12月15日 - 町村制施行により、盛、井口の2か村が合併して、越智郡盛口村発足。
- 1955年（昭和30年）3月30日 – 盛口村、瀬戸崎村の2村の合併により上浦村となり、自治体としての歴史を閉じる。

```
盛口村の系譜
（町村制実施以前の村）　（明治期）　　　　　　（昭和の合併）　　　　　　　　　（平成の合併）
　　　　　　　　　　　　町村制施行時
瀬戸　　━━━┓
　　　　　　　┣━━━瀬戸崎村━━━━━━━┓昭和30年3月30日　昭和39年4月1日
甘崎　　━━━┛　　　　　　　　　　　　　　┃　合体　　　　　　町制施行
井口　　━━━┓　　　　　　　　　　　　　　┣━上浦村━━━━━上浦町━━━━━━┓
　　　　　　　┣━━━盛口村━━━━━━━━┛　　　　　　　　　　　　　　　　　　┃
盛　　　━━━┛　　　　　　　　　　　　　　　　　　　　　　　　　　　　　　　　　┃
　　　　　　　　　　　　　　　　　　　　　　　　　　　　　　　　　　　　　　　　　┃平成17年1月16日
　　　　　　　　　　　　　　　　　　　　　　　　　　　　　　　　　　　　　　　　　┃新設合併、新・今治市発足
　　　　　　　　　　　　　　　　　　　　　　　　　　　　　　　　　　今治市━━━━╋━━今治市
　　　　　　　　　　　　　　　　　　　　　　　　　　　　　　　　　　朝倉村━━━━┫
　　　　　　　　　　　　　　　　　　　　　　　　　　　　　　　　　　玉川町━━━━┫
　　　　　　　　　　　　　　　　　　　　　　　　　　　　　　　　　　波方町━━━━┫
　　　　　　　　　　　　　　　　　　　　　　　　　　　　　　　　　　大西町━━━━┫
　　　　　　　　　　　　　　　　　　　　　　　　　　　　　　　　　　菊間町━━━━┫
　　　　　　　　　　　　　　　　　　　　　　　　　　　　　　　　　　吉海村━━━━┫
　　　　　　　　　　　　　　　　　　　　　　　　　　　　　　　　　　宮窪町━━━━┫
　　　　　　　　　　　　　　　　　　　　　　　　　　　　　　　　　　伯方町━━━━┫
　　　　　　　　　　　　　　　　　　　　　　　　　　　　　　　　　　大三島町━━━┫
　　　　　　　　　　　　　　　　　　　　　　　　　　　　　　　　　　関前村━━━━┛

（注記）今治市以下の市町村の合併以前の系譜はそれぞれの市・町・村の記事を参照のこと。

```

## 産業
米、麦、豆類、甘藷芋などを産した。明治35年、ミカンが導入される。大正時代に入り除虫菊、葉タバコの栽培が導入され、大正時代半ばにピークに達した。太平洋戦争後、ミカン栽培が当村の基幹産業となった。背後の山が100ｍ前後で急に傾斜を増すため、柑橘園地は概ねその高さまで展開された。
盛では海運業も発達し、明治時代末に村で汽船を共同建造した記録がある。

## 交通
鉄道は通っていない。
港湾
- 井口港（現在は上浦港）
- 盛港

## 名所・名産
井口城跡